# (256) Walpurga
(256) Walpurga – planetoida z grupy pasa głównego asteroid okrążająca Słońce w ciągu 5 lat i 72 dni w średniej odległości 3 j.a. Została odkryta 3 kwietnia 1886 roku w Obserwatorium Uniwersyteckim w Wiedniu przez Johanna Palisę. Nazwa planetoidy pochodzi od św. Walpurgi.